# Iskăr, Varna
Iskăr (în bulgară Искър) este un sat în comuna Vălci Dol, regiunea Varna,  Bulgaria. 

## Demografie
Componența etnică a satului Iskăr
     Bulgari (68,62%)
     Romi (2,94%)
     Nicio identificare (28,43%)
     Altele (0%)
La recensământul din 2011, populația satului Iskăr era de 102 locuitori. Din punct de vedere etnic, majoritatea locuitorilor (68,62%) erau bulgari, cu o minoritate de romi (2,94%). Pentru 28,43% din locuitori nu este cunoscută apartenența etnică.